# Palais Vojnić à Subotica
Le palais Vojnić à Subotica (en serbe cyrillique : Војнића палата у Суботици ; en serbe latin : Vojnića palata u Subotici) est situé à Subotica, dans la province de Voïvodine et dans le district de Bačka septentrionale, en Serbie. Il est inscrit sur la liste des monuments culturels protégés de la République de Serbie (identifiant no SK 1784).

## Présentation

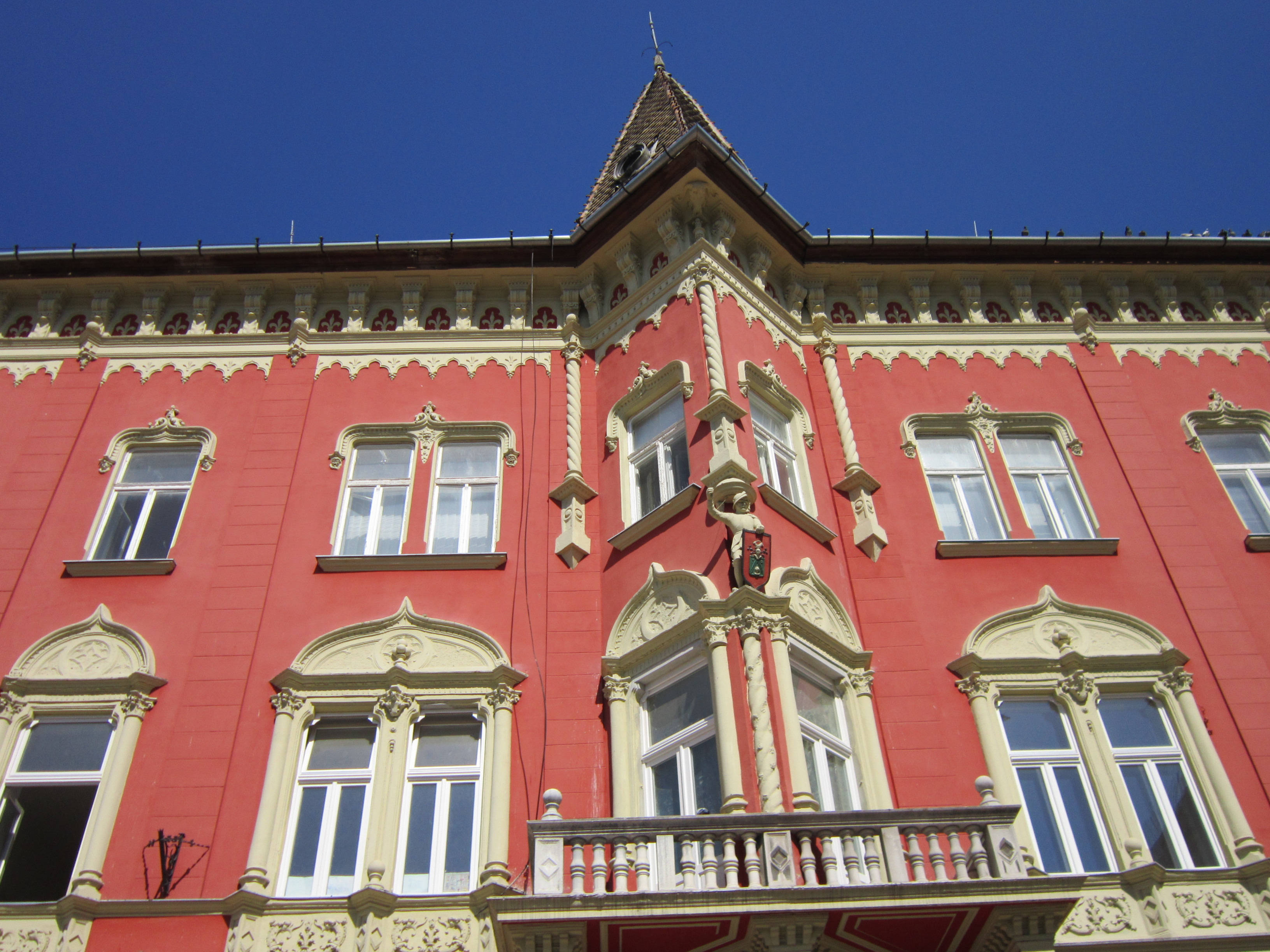
Autre vue du palais.

Le palais, à usage résidentiel, a été construit en 1893 par l'architecte de Budapest Janos Jedlicka dans le style de la Renaissance française avec des éléments empruntés au gothique flamboyant, tranchant ainsi avec les nombreux édifices de style éclectique édifiés le long du Korzo à la fin du XIXe siècle. Il se présente sous la forme d'un quadrilatère fermé ; chaque étage dispose de quatre appartements, deux sur la rue et deux autres à l'arrière ; l'appartement le plus luxueux se trouve au premier étage et donne sur la rue.
Le rez-de-chaussée se caractérise par des ouvertures demi-circulaires dotées d'arcades massives. Aux étages se succèdent des fenêtres à pan unique et des fenêtres géminées ; celles du premier niveau sont encadrées par des pilastres ; celles du niveau supérieur sont dotées d'un arc gothique surmonté d'une fleur de lys. La partie centrale de la façade forme une avancée triangulaire dont les angles sont marqués par des piliers torsadés ; entre les étages se trouve une figure d'homme portant un bouclier dans la main gauche et brandissant la main droite comme si elle tenait une épée. Le toit est soutenu par les consoles d'une frise ornée de fleurs de lys.

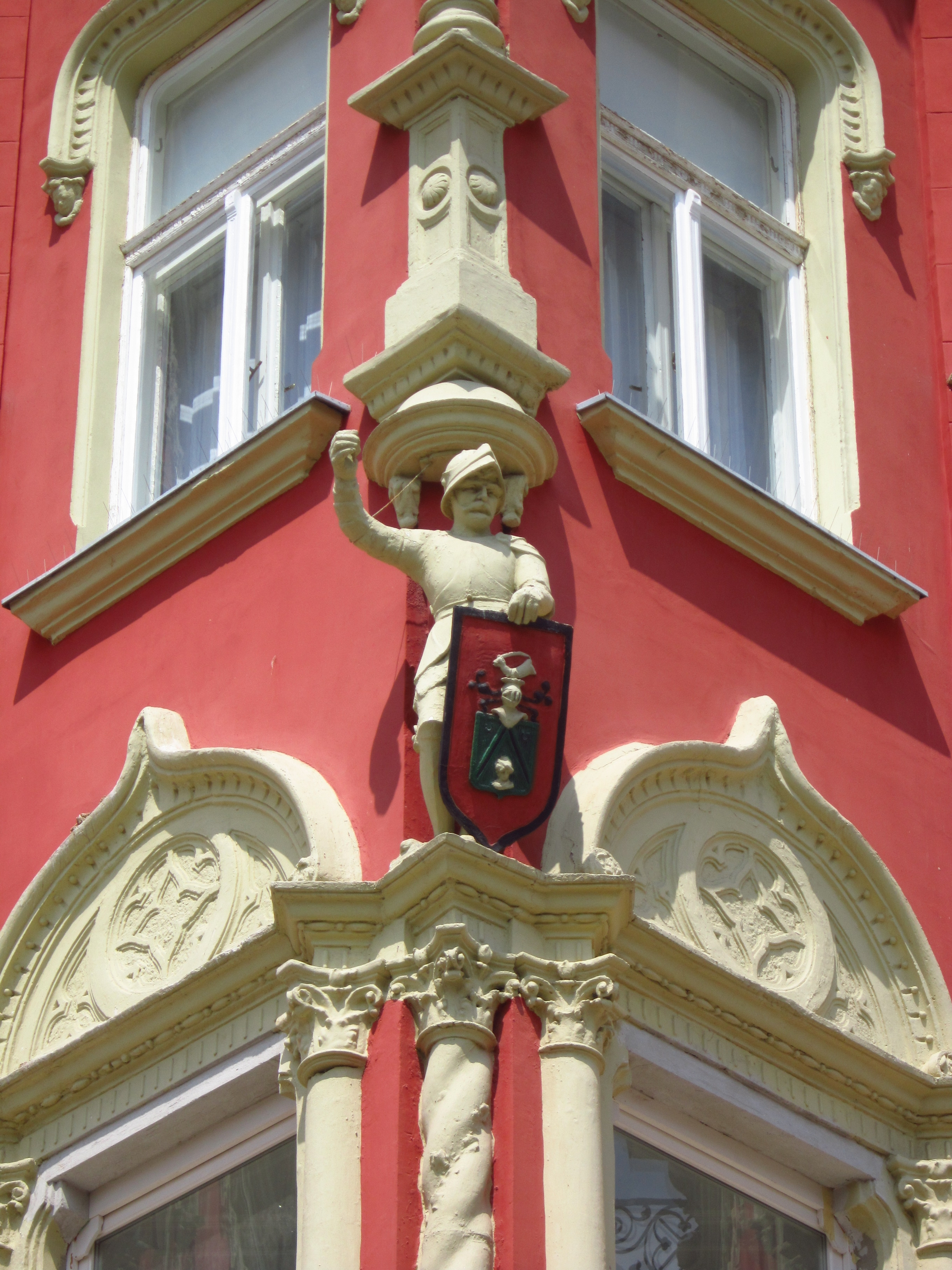
Détail de la façade principale.